# يوم القحقح
يوم القحقح وهو من أيام العرب قبل الإسلام، وكان بين بني يربوع من بني تميم وبين بكر بن وائل، وكان الظفر فيه لبني يربوع، وقتل فيه سيد بكر المجبة بن ربيعة البكري، ويعرف اليوم إيضاً بيوم مالة، وقحقح هو اسم الموضع الذي أقتتلوا فيه.

## المعركة
أغارت بكر بن وائل على إبلاً لعاصم بن قرط اليربوعي التميمي وهربوا بها، فطلبهم بنو يربوع من تميم، وأدركوهم عند قحقح، واشتبكوا معهم قتالاً شديداً، فكان الظفر لبني يربوع، وهُزِمت بكر بن وائل، فحمل المنهال بن عصمة التميمي على المجبة البكري وقتله، وحمل حشيش بن نمران التميمي على مسعود بن القريم وهو فارس بكر بن وائل وقتله، واستنقد بني يربوع ما نُهب منهم.